# Élections législatives de 1967 en Gironde
Les élections législatives françaises de 1967 se déroulent les 5 et 12 mars 1967.  Dans le département de la Gironde, dix députés sont à élire dans le cadre de dix circonscriptions.

## Élus
| Circonscription | Député sortant                                    | Parti | Parti   | Député élu ou réélu   | Parti | Parti       |
| --------------- | ------------------------------------------------- | ----- | ------- | --------------------- | ----- | ----------- |
| 1re             | Arthur Richards                                   |       | UNR-UDT | Jean Valleix          |       | UD-Ve       |
| 2e              | Jacques Chaban-Delmas                             |       | UNR-UDT | Jacques Chaban-Delmas |       | UD-Ve       |
| 3e              | Jacques Lavigne                                   |       | UNR-UDT | Henri Deschamps       |       | FGDS (SFIO) |
| 4e              | René Cassagne                                     |       | SFIO    | René Cassagne         |       | FGDS (SFIO) |
| 5e              | Aymar Achille-Fould                               |       | CNIP    | Aymar Achille-Fould   |       | CD          |
| 6e              | Robert Brettes                                    |       | SFIO    | Robert Brettes        |       | FGDS (SFIO) |
| 7e              | Franck Cazenave                                   |       | CNIP    | Franck Cazenave       |       | CNIP        |
| 8e              | Robert Barrière suppléant de Jean Sourbet         |       | CNIP    | Pierre Lagorce        |       | FGDS (SFIO) |
| 9e              | Jacques Boyer-Andrivet suppléant de Robert Boulin |       | RI      | Robert Boulin         |       | UD-Ve       |
| 10e             | Gérard Deliaune                                   |       | UNR-UDT | Jacques Maugein       |       | FGDS (CIR)  |

## Résultats

### Résultats à l'échelle du département
| Parti          | Parti                                           | Premier tour | Premier tour | Second tour | Second tour | Sièges |
| Parti          | Parti                                           | Voix         | %            | Voix        | %           | Sièges |
| -------------- | ----------------------------------------------- | ------------ | ------------ | ----------- | ----------- | ------ |
|                | Union des démocrates pour la Ve République      | 150 450      | 33,01        | 175 538     | 39,08       | 3      |
|                | Républicains indépendants                       | 16 106       | 3,53         | 18 590      | 4,14        | 0      |
|                | Modérés                                         | 11 775       | 2,58         | Retrait     | Retrait     | 0      |
|                | Divers droite (gaulliste)                       | 4 233        | 0,93         |             |             | 0      |
|                | Union des républicains de progrès               | 182 564      | 40,06        | 194 128     | 43,21       | 3      |
|                |                                                 |              |              |             |             |        |
|                | Section française de l'Internationale ouvrière  | 72 812       | 15,98        | 141 282     | 31,45       | 4      |
|                | Convention des institutions républicaines       | 29 342       | 6,44         | 37 214      | 8,28        | 1      |
|                | Parti radical                                   | 9 927        | 2,18         | 20 917      | 4,66        | 0      |
|                | Fédération de la gauche démocrate et socialiste | 112 081      | 24,59        | 199 413     | 44,39       | 5      |
|                |                                                 |              |              |             |             |        |
|                | Progrès et démocratie moderne                   | 80 800       | 17,73        | 48 402      | 10,77       | 2      |
|                | Parti communiste français                       | 72 204       | 15,85        | 7 287       | 1,62        | 0      |
|                | Extrême droite                                  | 5 643        | 1,24         |             |             | 0      |
|                | Parti socialiste unifié                         | 2 050        | 0,45         | 0           |             |        |
|                | Parti radical                                   | 381          | 0,08         | 0           |             |        |
|                |                                                 |              |              |             |             |        |
| Inscrits       | Inscrits                                        | 587 849      | 100,00       | 587 801     | 100,00      | 10     |
| Abstentions    | Abstentions                                     | 123 062      | 20,93        | 126 734     | 21,56       |        |
| Votants        | Votants                                         | 464 787      | 79,07        | 461 067     | 78,44       |        |
| Blancs et nuls | Blancs et nuls                                  | 9 064        | 1,95         | 11 837      | 2,57        |        |
| Exprimés       | Exprimés                                        | 455 723      | 98,05        | 449 230     | 97,43       |        |

### Résultats par circonscription

#### Première circonscription (Bordeaux-I)
| Candidat       | Candidat                    | Parti                     | Premier tour | Premier tour | Second tour | Second tour |  |
| Candidat       | Candidat                    | Parti                     | Voix         | %            | Voix        | %           |  |
| -------------- | --------------------------- | ------------------------- | ------------ | ------------ | ----------- | ----------- |  |
|                | Jean Valleix élu            | UD-Ve                     | 22 587       | 38,11        | 29 698      | 51,35       |  |
|                | André Treuillé              | FGDS (SFIO)               | 11 290       | 19,05        | 28 131      | 48,65       |  |
|                | Rosny Minvielle             | CD (PDM)                  | 8 872        | 14,97        | Retrait     | Retrait     |  |
|                | François Rivière            | PCF                       | 8 490        | 14,32        | Retrait     | Retrait     |  |
|                | Arthur Richards sortant     | Divers droite (Gaulliste) | 4 233        | 7,14         |             |             |  |
|                | Michel Denoix de Saint-Marc | ARLP                      | 2 542        | 4,29         |             |             |  |
|                | André Puytorac              | Modérés                   | 845          | 1,43         |             |             |  |
|                | Paul-Henri Castets          | Modérés                   | 413          | 0,7          |             |             |  |
|                |                             |                           |              |              |             |             |  |
| Inscrits       | Inscrits                    | Inscrits                  | 77 991       | 100,00       | 77 982      | 100,00      |  |
| Abstentions    | Abstentions                 | Abstentions               | 17 724       | 22,73        | 18 341      | 23,52       |  |
| Votants        | Votants                     | Votants                   | 60 267       | 77,27        | 59 641      | 76,48       |  |
| Blancs et nuls | Blancs et nuls              | Blancs et nuls            | 995          | 1,65         | 1 812       | 3,04        |  |
| Exprimés       | Exprimés                    | Exprimés                  | 59 272       | 98,35        | 57 829      | 96,96       |  |

#### Deuxième circonscription (Bordeaux-II)
| Candidat       | Candidat                            | Parti          | Premier tour | Premier tour | Second tour | Second tour |  |
| Candidat       | Candidat                            | Parti          | Voix         | %            | Voix        | %           |  |
| -------------- | ----------------------------------- | -------------- | ------------ | ------------ | ----------- | ----------- |  |
|                | Jacques Chaban-Delmas sortant réélu | UD-Ve          | 15 493       | 49,6         | 16 720      | 54,91       |  |
|                | Gabriel Taïx                        | FGDS (CIR)     | 6 814        | 21,81        | 13 729      | 45,09       |  |
|                | Adrien Junca                        | CD (PDM)       | 5 205        | 16,66        | Retrait     | Retrait     |  |
|                | Bernard Mazon                       | PCF            | 3 725        | 11,92        |             |             |  |
|                |                                     |                |              |              |             |             |  |
| Inscrits       | Inscrits                            | Inscrits       | 42 252       | 100,00       | 42 255      | 100,00      |  |
| Abstentions    | Abstentions                         | Abstentions    | 10 450       | 24,73        | 11 005      | 26,04       |  |
| Votants        | Votants                             | Votants        | 31 802       | 75,27        | 31 250      | 73,96       |  |
| Blancs et nuls | Blancs et nuls                      | Blancs et nuls | 565          | 1,78         | 801         | 2,56        |  |
| Exprimés       | Exprimés                            | Exprimés       | 31 237       | 98,22        | 30 449      | 97,44       |  |

#### Troisième circonscription (Bordeaux-III)
| Candidat       | Candidat                | Parti          | Premier tour | Premier tour | Second tour | Second tour |  |
| Candidat       | Candidat                | Parti          | Voix         | %            | Voix        | %           |  |
| -------------- | ----------------------- | -------------- | ------------ | ------------ | ----------- | ----------- |  |
|                | Jacques Lavigne sortant | UD-Ve          | 15 863       | 39,28        | 18 493      | 45,64       |  |
|                | Henri Deschamps élu     | FGDS (SFIO)    | 12 039       | 29,81        | 22 024      | 54,36       |  |
|                | Henri Dubreuil          | PCF            | 5 944        | 14,72        | Retrait     | Retrait     |  |
|                | Roger Lacaze            | CD (PDM)       | 4 123        | 10,21        |             |             |  |
|                | Maurice Carmona         | PSU            | 1 117        | 2,77         |             |             |  |
|                | Georges Pineau          | Modérés        | 774          | 1,92         |             |             |  |
|                | André Demarqc           | Extrême droite | 528          | 1,31         |             |             |  |
|                |                         |                |              |              |             |             |  |
| Inscrits       | Inscrits                | Inscrits       | 54 020       | 100,00       | 54 020      | 100,00      |  |
| Abstentions    | Abstentions             | Abstentions    | 12 909       | 23,9         | 12 657      | 23,43       |  |
| Votants        | Votants                 | Votants        | 41 111       | 76,1         | 41 363      | 76,57       |  |
| Blancs et nuls | Blancs et nuls          | Blancs et nuls | 723          | 1,76         | 846         | 2,05        |  |
| Exprimés       | Exprimés                | Exprimés       | 40 388       | 98,24        | 40 517      | 97,95       |  |

#### Quatrième circonscription (Créon)
| Candidat       | Candidat                    | Parti          | Premier tour | Premier tour | Second tour | Second tour |  |
| Candidat       | Candidat                    | Parti          | Voix         | %            | Voix        | %           |  |
| -------------- | --------------------------- | -------------- | ------------ | ------------ | ----------- | ----------- |  |
|                | René Cassagne sortant réélu | FGDS (SFIO)    | 18 320       | 40,89        | 29 244      | 67,42       |  |
|                | Alban Bordes                | UD-Ve          | 12 328       | 27,51        | 14 131      | 32,58       |  |
|                | Jean Rieu                   | PCF            | 10 022       | 22,37        | Retrait     | Retrait     |  |
|                | Charles Bertin              | CD (PDM)       | 3 731        | 8,33         |             |             |  |
|                | André Piganaux              | Modérés        | 407          | 0,91         |             |             |  |
|                |                             |                |              |              |             |             |  |
| Inscrits       | Inscrits                    | Inscrits       | 57 507       | 100,00       | 57 501      | 100,00      |  |
| Abstentions    | Abstentions                 | Abstentions    | 12 013       | 20,89        | 13 125      | 22,83       |  |
| Votants        | Votants                     | Votants        | 45 494       | 79,11        | 44 376      | 77,17       |  |
| Blancs et nuls | Blancs et nuls              | Blancs et nuls | 686          | 1,51         | 1 001       | 2,26        |  |
| Exprimés       | Exprimés                    | Exprimés       | 44 808       | 98,49        | 43 375      | 97,74       |  |

#### Cinquième circonscription (Lesparre-Médoc)
| Candidat       | Candidat                          | Parti          | Premier tour | Premier tour | Second tour | Second tour |  |
| Candidat       | Candidat                          | Parti          | Voix         | %            | Voix        | %           |  |
| -------------- | --------------------------------- | -------------- | ------------ | ------------ | ----------- | ----------- |  |
|                | Jean-François Pintat              | RI             | 16 106       | 36,52        | 18 590      | 43,08       |  |
|                | Aymar Achille-Fould sortant réélu | CD (PDM)       | 15 778       | 35,77        | 24 562      | 56,92       |  |
|                | Gérard Gefen                      | FGDS (CIR)     | 7 137        | 16,18        | Retrait     | Retrait     |  |
|                | Louis Godefroy                    | PCF            | 5 083        | 11,53        |             |             |  |
|                |                                   |                |              |              |             |             |  |
| Inscrits       | Inscrits                          | Inscrits       | 55 595       | 100,00       | 55 590      | 100,00      |  |
| Abstentions    | Abstentions                       | Abstentions    | 10 619       | 19,1         | 10 721      | 19,29       |  |
| Votants        | Votants                           | Votants        | 44 976       | 80,9         | 44 869      | 80,71       |  |
| Blancs et nuls | Blancs et nuls                    | Blancs et nuls | 872          | 1,94         | 1 717       | 3,83        |  |
| Exprimés       | Exprimés                          | Exprimés       | 44 104       | 98,06        | 43 152      | 96,17       |  |

#### Sixième circonscription (Mérignac)
| Candidat       | Candidat                     | Parti          | Premier tour | Premier tour | Second tour | Second tour |  |
| Candidat       | Candidat                     | Parti          | Voix         | %            | Voix        | %           |  |
| -------------- | ---------------------------- | -------------- | ------------ | ------------ | ----------- | ----------- |  |
|                | Jean-Claude Dalbos           | UD-Ve          | 21 359       | 36,96        | 23 764      | 41,8        |  |
|                | Robert Brettes sortant réélu | FGDS (SFIO)    | 19 343       | 33,48        | 33 094      | 58,2        |  |
|                | René Duhourquet              | PCF            | 12 379       | 21,42        | Retrait     | Retrait     |  |
|                | Guy Larrue                   | CD (PDM)       | 3 387        | 5,86         |             |             |  |
|                | Pierre Biondini              | PSU            | 933          | 1,61         |             |             |  |
|                | Robert Deymier               | Rad            | 381          | 0,66         |             |             |  |
|                |                              |                |              |              |             |             |  |
| Inscrits       | Inscrits                     | Inscrits       | 72 662       | 100,00       | 72 657      | 100,00      |  |
| Abstentions    | Abstentions                  | Abstentions    | 14 070       | 19,36        | 14 742      | 20,29       |  |
| Votants        | Votants                      | Votants        | 58 592       | 80,64        | 57 915      | 79,71       |  |
| Blancs et nuls | Blancs et nuls               | Blancs et nuls | 810          | 1,38         | 1 057       | 1,83        |  |
| Exprimés       | Exprimés                     | Exprimés       | 57 782       | 98,62        | 56 858      | 98,17       |  |

#### Septième circonscription (Arcachon)
| Candidat       | Candidat                      | Parti          | Premier tour | Premier tour | Second tour | Second tour |  |
| Candidat       | Candidat                      | Parti          | Voix         | %            | Voix        | %           |  |
| -------------- | ----------------------------- | -------------- | ------------ | ------------ | ----------- | ----------- |  |
|                | Franck Cazenave sortant réélu | CNIP (PDM)     | 20 585       | 39,15        | 22 523      | 43,39       |  |
|                | Robert Duchez                 | UD-Ve          | 16 528       | 31,44        | 16 963      | 32,68       |  |
|                | Jean Bayle                    | FGDS (CIR)     | 8 745        | 16,63        | 5 133       | 9,89        |  |
|                | Jean Barrière                 | PCF            | 6 717        | 12,78        | 7 287       | 14,04       |  |
|                |                               |                |              |              |             |             |  |
| Inscrits       | Inscrits                      | Inscrits       | 66 295       | 100,00       | 66 271      | 100,00      |  |
| Abstentions    | Abstentions                   | Abstentions    | 12 581       | 18,98        | 13 656      | 20,61       |  |
| Votants        | Votants                       | Votants        | 53 714       | 81,02        | 52 615      | 79,39       |  |
| Blancs et nuls | Blancs et nuls                | Blancs et nuls | 1 139        | 2,12         | 709         | 1,35        |  |
| Exprimés       | Exprimés                      | Exprimés       | 52 575       | 97,88        | 51 906      | 98,65       |  |

#### Huitième circonscription (Langon)
| Candidat       | Candidat                | Parti          | Premier tour | Premier tour | Second tour | Second tour |  |
| Candidat       | Candidat                | Parti          | Voix         | %            | Voix        | %           |  |
| -------------- | ----------------------- | -------------- | ------------ | ------------ | ----------- | ----------- |  |
|                | Cyrille Azzola          | UD-Ve          | 12 234       | 25,92        | 18 576      | 39,22       |  |
|                | Pierre Lagorce élu      | FGDS (SFIO)    | 11 820       | 25,04        | 28 789      | 60,78       |  |
|                | Robert Barrière sortant | CNIP (PDM)     | 10 909       | 23,11        | Retrait     | Retrait     |  |
|                | Jean Lafourcade         | PCF            | 10 052       | 21,3         | Retrait     | Retrait     |  |
|                | Paul Estèbe             | Modérés        | 2 184        | 4,63         |             |             |  |
|                |                         |                |              |              |             |             |  |
| Inscrits       | Inscrits                | Inscrits       | 59 290       | 100,00       | 59 297      | 100,00      |  |
| Abstentions    | Abstentions             | Abstentions    | 10 929       | 18,43        | 10 461      | 17,64       |  |
| Votants        | Votants                 | Votants        | 48 361       | 81,57        | 48 836      | 82,36       |  |
| Blancs et nuls | Blancs et nuls          | Blancs et nuls | 1 162        | 2,4          | 1 471       | 3,01        |  |
| Exprimés       | Exprimés                | Exprimés       | 47 199       | 97,6         | 47 365      | 96,99       |  |

#### Neuvième circonscription (Libourne)
| Candidat       | Candidat                    | Parti          | Premier tour | Premier tour | Second tour | Second tour |  |
| Candidat       | Candidat                    | Parti          | Voix         | %            | Voix        | %           |  |
| -------------- | --------------------------- | -------------- | ------------ | ------------ | ----------- | ----------- |  |
|                | Robert Boulin sortant réélu | UD-Ve          | 21 078       | 49,08        | 21 940      | 51,19       |  |
|                | Lucien Figeac               | FGDS (Radical) | 9 927        | 23,12        | 20 917      | 48,81       |  |
|                | Jacques Soulignac           | PCF            | 6 688        | 15,57        | Retrait     | Retrait     |  |
|                | Guy Pehourcq                | CD (PDM)       | 2 676        | 6,23         |             |             |  |
|                | Roger Palmieri              | Extrême droite | 2 573        | 5,99         |             |             |  |
|                |                             |                |              |              |             |             |  |
| Inscrits       | Inscrits                    | Inscrits       | 55 073       | 100,00       | 55 062      | 100,00      |  |
| Abstentions    | Abstentions                 | Abstentions    | 11 129       | 20,21        | 11 176      | 20,3        |  |
| Votants        | Votants                     | Votants        | 43 944       | 79,79        | 43 886      | 79,7        |  |
| Blancs et nuls | Blancs et nuls              | Blancs et nuls | 1 002        | 2,28         | 1 029       | 2,34        |  |
| Exprimés       | Exprimés                    | Exprimés       | 42 942       | 97,72        | 42 857      | 97,66       |  |

#### Dixième circonscription (Blaye)
| Candidat       | Candidat                | Parti          | Premier tour | Premier tour | Second tour | Second tour |  |
| Candidat       | Candidat                | Parti          | Voix         | %            | Voix        | %           |  |
| -------------- | ----------------------- | -------------- | ------------ | ------------ | ----------- | ----------- |  |
|                | Gérard Deliaune sortant | UD-Ve          | 12 980       | 36,65        | 15 253      | 43,68       |  |
|                | Jacques Maugein élu     | FGDS (CIR)     | 6 646        | 18,77        | 18 352      | 52,55       |  |
|                | Robert Penaud           | Modérés        | 6 173        | 17,43        | Retrait     | Retrait     |  |
|                | Roland Puyoou           | CD (PDM)       | 5 534        | 15,63        | 1 317       | 3,77        |  |
|                | Jean-Paul Bugeaud       | PCF            | 3 104        | 8,76         |             |             |  |
|                | Gaston Marchou          | Modérés        | 979          | 2,76         |             |             |  |
|                |                         |                |              |              |             |             |  |
| Inscrits       | Inscrits                | Inscrits       | 47 164       | 100,00       | 47 166      | 100,00      |  |
| Abstentions    | Abstentions             | Abstentions    | 10 638       | 22,56        | 10 850      | 23          |  |
| Votants        | Votants                 | Votants        | 36 526       | 77,44        | 36 316      | 77          |  |
| Blancs et nuls | Blancs et nuls          | Blancs et nuls | 1 110        | 3,04         | 1 394       | 3,84        |  |
| Exprimés       | Exprimés                | Exprimés       | 35 416       | 96,96        | 34 922      | 96,16       |  |